# Проспект Івана Мазепи (Дніпро)
Проспект Івана Мазепи знаходиться у Новокодацькому районі міста Дніпра.

## Опис
Бере початок на Чечелівці від проспекту Сергія Нігояна й підіймається вгору й переходить у Київську вулицю на виселках Шляхівки: селищах Крупське та Нове. Проспект довжиною 2500 метрів.

## Етимологія

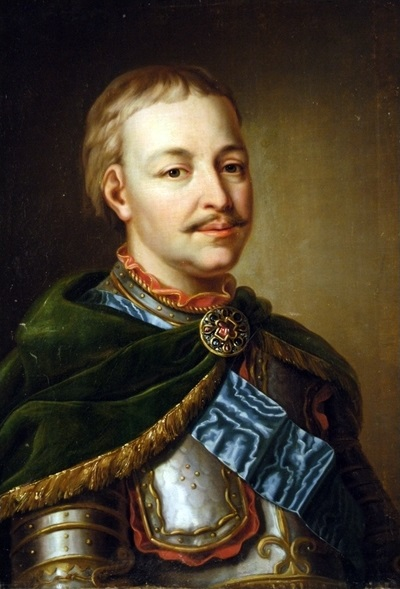
Портрет Івана Мазепи, що експонується у Дніпровському художньому музеї. Автентичність образу Мазепи викликає сумнів

За радянської доби й 24 роки незалежної України називався проспектом Петровського за прізвищем російського й радянського діяча, більшовика та одного з організаторів Голодомору в Україні, Григорія Петровського (1878—1958).
2015 року проспект Петровського перейменовано на честь Гетьмана Війська Запорозького й Князя Священної Римської імперії Івана Мазепи (1639—1709).

## Будівлі
- на розі проспекту Нігояна (проспект Нігояна, 47) - Український дім, колишній Палац Ілліча,
- сквер Металургів,
- № 2а - поштове відділення 49064,
- № 4 - храм Святого Рівноапостольного князя Володимира Правобережного благочиння Дніпропетровської єпархії Українська православна церква
- № 36а - Дніпровський індустріально-педагогічний технікум,
- № 38 - Дніпровський політехнічний коледж[3],
- № 58 - супермаркет Varus, колишній радянський «Київський універмаг»
- (вулиця Караваєва, 68) - Дніпровська дитяча міська клінічна лікарня № 6,
- Київський базар.

## Перехресні вулиці
- проспект Нігояна
- вулиця Романа Шухевича
- вулиця Кошова
- вулиця Героїв УПА
- вулиця Олександра Оксанченка
- вулиця Костя Гордієнка
- вулиця Чечелівська
- вулиця Госпітальна
- вулиця Словацька
- вулиця Олександрова
- вулиця Володимира Самодриги
- вулиця Полковника Горленка
- вулиця Олекси Повстенка
- вулиця Авіаційна
- вулиця Морської Піхоти
- вулиця Повітрофлотська
- провулок Кам'янський
- вулиця Василя Сидоренка
- Кам'янська вулиця
- Київська вулиця

## Транспорт
Станція метрополітену «Метробудівників» на розі проспекту Мазепи з проспектом Сергія Нігояна.
Проспектом ходять трамваї 15-го маршруту.

## Світлини

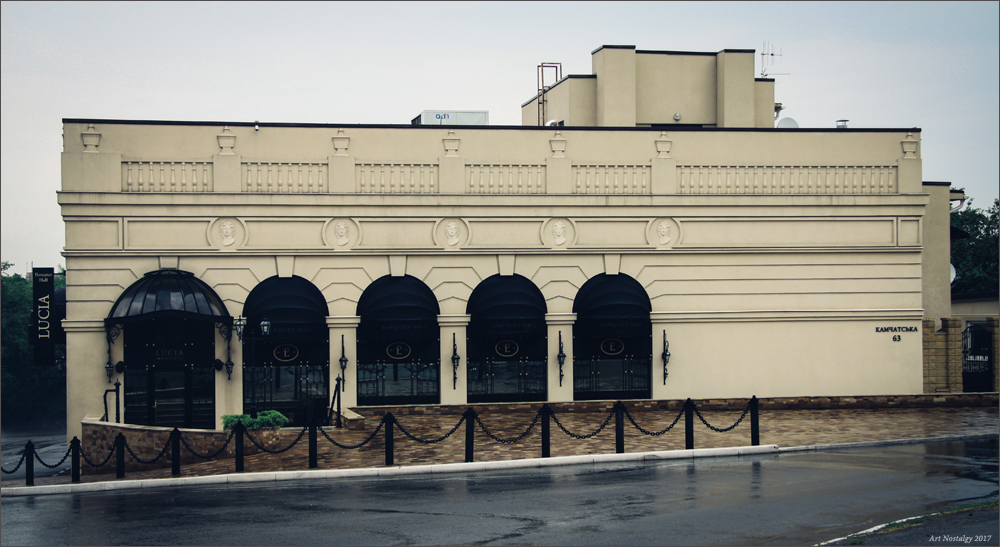
Колишній радянський ресторан «Полум'я» на початку проспекту, зараз - ресторан "Lucia"
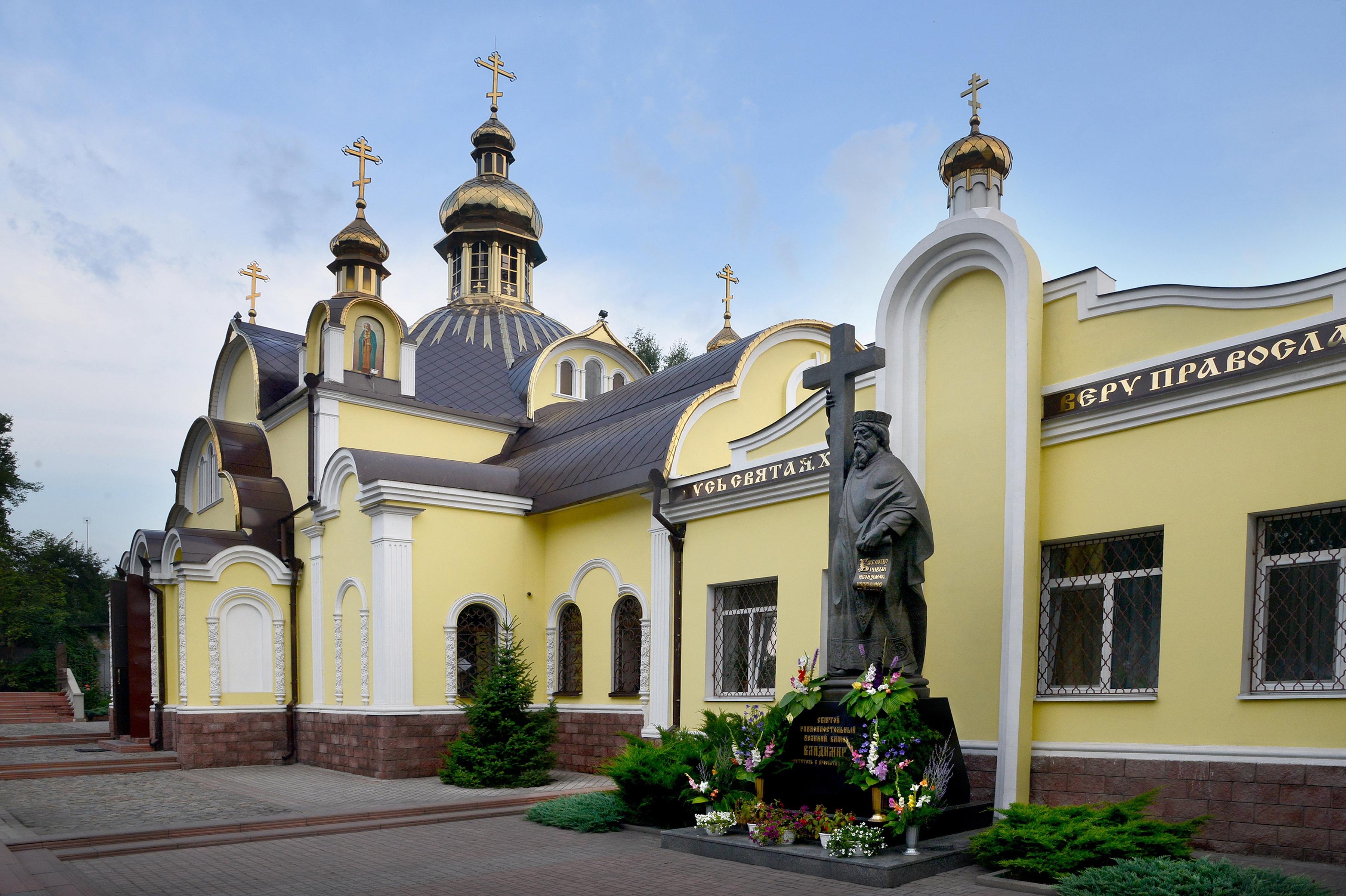
Храм Святого Рівноапостольного князя Володимира
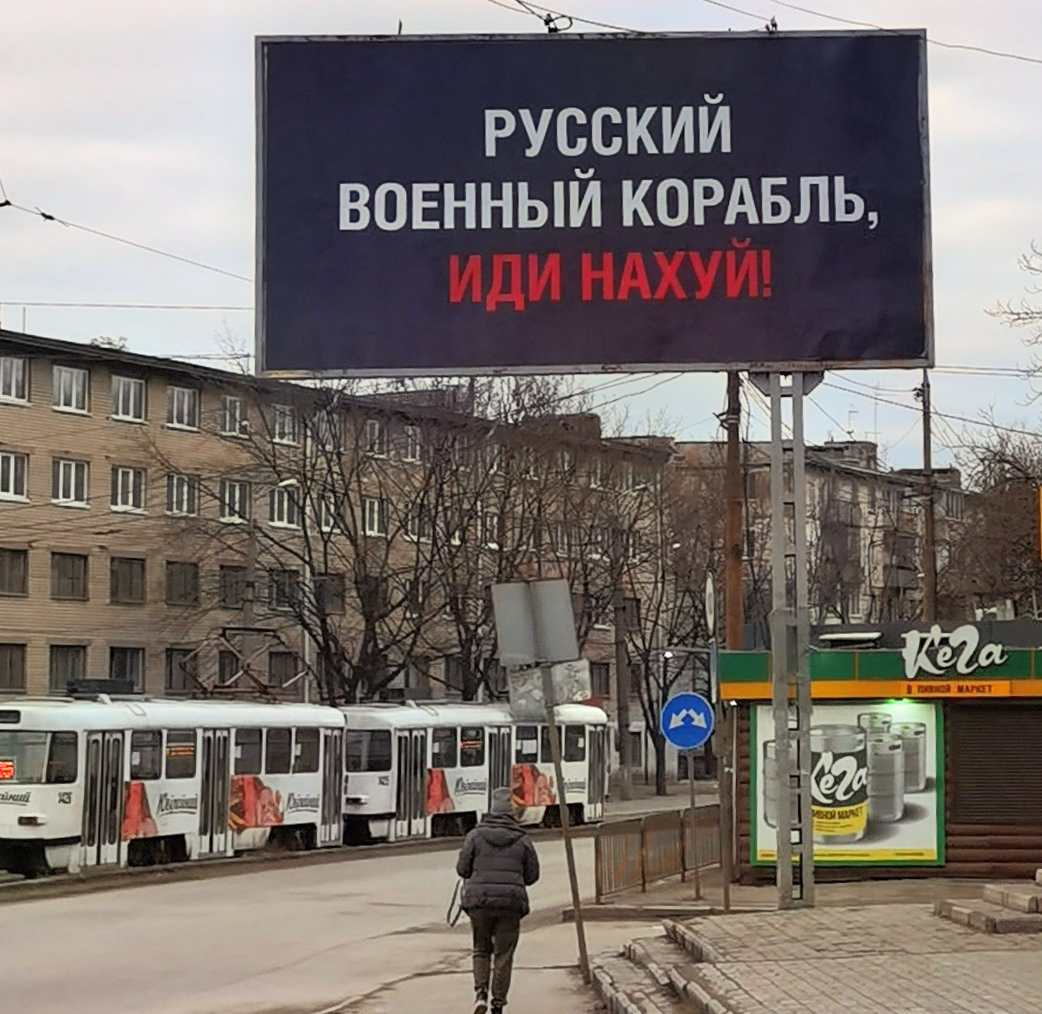
Трамвай їде проспектом Мазепи